# نيكولاي نيكولايفيتش (1856–1929)
الدوق الأكبر نيكولاي نيكولايفيتش  (بالروسية: Николай Николаевич Младший)‏ ‏ (6 نوفمبر 1856 – 5 يناير 1929) كان جنرالًا روسيًا في الحرب العالمية الأولى وحفيدًا لنيكولاي الأول.

## روابط خارجية
- نيكولاي نيكولايفيتش على موقع IMDb (الإنجليزية)
- نيكولاي نيكولايفيتش على موقع الموسوعة البريطانية (الإنجليزية)